# Acrolophus heinrichi
Acrolophus heinrichi är en fjärilsart som beskrevs av Hasbrouck 1964. Acrolophus heinrichi ingår i släktet Acrolophus och familjen Acrolophidae. Inga underarter finns listade i Catalogue of Life.